# Гълфпорт (Мисисипи)
Гълфпорт (на английски: Gulfport, в превод „Заливно пристанище“) е град в щата Мисисипи, САЩ. Населението му е 71 822 жители (по приблизителна оценка от 2017 г.), което го прави втори по население в щата. Площта му е 166,4 кв. км. Намира се на 6 м н.в. в часова зона UTC-6, а през лятото е в UTC-5. Пощенските му кодове са 39501 – 39503, 39505 – 39507, а телефонния 228. Получава статут на град на 28 юли 1898 г. В Гълфпорт има база на Военноморските сили на САЩ.